# Notre Dame Journal of Formal Logic
Il Notre Dame Journal of Formal Logic è una rivista di matematica e in particolare di logica matematica e di filosofia della matematica. È stata fondata nel 1960 ed è pubblicata dalla Duke University Press per conto dell'Università di Notre Dame. I redattori capo sono Michael Detlefsen e Peter Cholak (Università di Notre Dame).